# Kvavisträsk
För sjöar med snarlika namn, se: Kvavisträsket
Kvavisträsk är en by i Norsjö kommun i norra Västerbotten.
Byn ligger vid sjön med samma namn, 11 km nordöst om Norsjö samhälle, i anslutning till länsväg 370. Närmaste grannbyar är Böle, Bjursele och Bastutjärn. 
Byn grundades 1642 och är en av de äldsta byarna i Norsjö kommun. 2009 fanns det ett 30-tal fast boende i byn samt några säsongsboende.
20 maj 1900 dog Hans Ludvig Lundgren (f. 1845), till följd av ett meteoritnedslag i Kvavisträsk. Från Kvavisträsk kommer Zachrissläkten.